# Presa de La Concepción (Málaga)
La Presa de La Concepción está situada en el cauce del río Verde, entre los términos municipales de Marbella e Istán, en la provincia de Málaga. Esta presa de gravedad, con planta recta, fue inaugurada el 31 de diciembre de 1971 bajo la tutela de la Junta de Andalucía. Con una longitud de coronación de 256 metros y una altura sobre cimientos de 90 metros, la presa juega un papel crucial en la regulación y almacenamiento de agua para la región.
El Embalse de la Concepción recoge las aguas de la vertiente occidental de la Sierra de las Nieves y de los ríos Guadaiza, Guadalmina y Guadalmansa. Estos afluentes contribuyen con el 60% del suministro total de agua del embalse, que tiene una capacidad de 57 hectómetros cúbicos y una superficie de 214 hectáreas.
El río Verde se forma a partir de diversos arroyos y pequeños ríos que nacen en la Sierra de las Nieves. Junto con los ríos Guadaiza, Guadalmina y Guadalmansa, estos cursos de agua alimentan el embalse, asegurando una capacidad adecuada para satisfacer las necesidades de los municipios de la Mancomunidad de Municipios de la Costa del Sol Occidental.
La presa de La Concepción cuenta con dos desagües de fondo, cada uno con unas dimensiones de 2,50 x 1,50 metros y una capacidad que varía entre 34,000 y 175,000 m³/s. Además, dispone de un aliviadero de compuertas Taintor con tres vanos y una capacidad de 580 m³/s, lo que permite gestionar eficientemente grandes volúmenes de agua durante periodos de lluvias intensas.

## Finalidad
El embalse de la Concepción, también conocido como Pantano del Río Verde, se encuentra entre los términos municipales de Marbella e Istán, en la provincia de Málaga. Su principal finalidad es abastecer de agua a los municipios de la Mancomunidad de Municipios de la Costa del Sol Occidental, garantizando el suministro hídrico en la región. Principalmente abastece de agua a los municipios de Benalmádena, Fuengirola, Mijas, Benahavís, Estepona, Casares y Manilva.

## Características
La cuenca de este embalse tiene una superficie de 142 km², tiene una precipitación media anual de 756 mm y una aportación media anual de 75 hm³.
La Presa de La Concepción es una presa de gravedad y planta recta (dos alineaciones). Dispone de una longitud de coronación de 256 m, una altura sobre cimientos de 90 m.
De m³/seg.
El embalse de La Concepción tiene una superficie de 214 has y una capacidad de 57 hm³.
Aliviadero sobre coronación de compuertas Taintor con tres vanos.

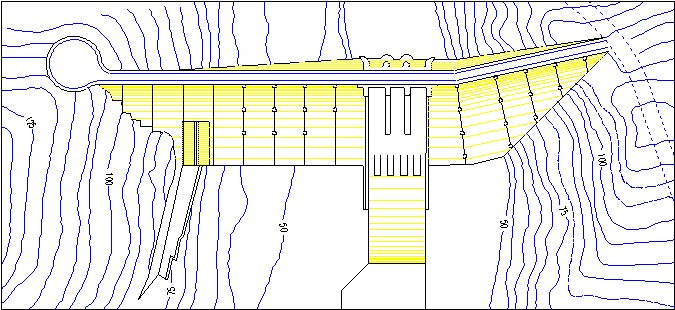
Planta Presa de La Concepción

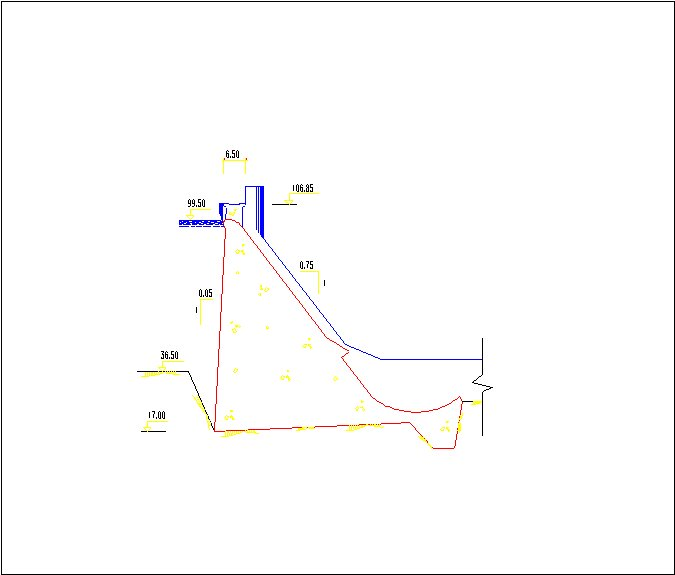
Sección Presa de La Concepción

## Datos

### Cuenca
Demarcación Hidrográfica: Cuenca Mediterránea Andaluza
Río: Río Verde
Superficie: 142 km².
Precipitación media: 756 mm.
Aportación media anual: 75 hm³
Caudal medio del río: 2,04 m3/s
Caudal avenida de proyecto: 657 m3/s

### Embalse
Cota de máximo embalse normal: 103 metros sobre el nivel del mar (m. s. n. m.).
Volumen (capacidad): 57 hm³
Superficie: 214 ha
Longitud de río afectada: 5 km

### Presa
Tipo: Gravedad
Cota de coronación: 107 
Altura (sobre cimientos): 90 m
Altura (sobre el cauce): 71 m
Longitud de coronación: 256 m
Cota de coronación: 107 m s. n. m.
Año terminación: 1971

### Aliviadero
Tipo: compuertas Taintor
Número de vanos del aliviadero: 3
Capacidad del aliviadero: 580 m3/s

### Desagüe de fondo
Situación: en cuerpo de presa
Conductos: 2 de 2,50x1,50 m

## Enlaces de interés
- https://www.iagua.es/data/infraestructuras/presas/concepcion
- https://www.seprem.es/ficha.php?idpresa=350&p=14#
- https://www.youtube.com/watch?v=rmoAWM9SBBA
- https://vimeo.com/198583174